# Belemnites
Genre
Classification phylogénétique
- mollusques
  - solénogastres
  - caudofovéates
  - eumollusques
    - polyplacophores
    - conchifères
      - monoplacophores
      - ganglioneures
        - viscéroconques
          - gastéropodes
          - céphalopodes

        - diasomes
          - bivalves
          - scaphopodes

Belemnites est un genre fossile de céphalopodes ayant vécu au Jurassique et au Crétacé. Leurs fossiles ont une forme caractéristique en « balle de fusil ». Leur longueur varie de 1 cm à 1 m[réf. nécessaire].

## Espèces
- Belemnites calloviensis
- Belemnites hastati
- Belemnites hastatus
- Belemnites paxillosus

Attention à ne pas confondre le nom scientifique de ce genre avec le nom vernaculaire « bélemnite » du super-ordre des Belemnoidea, qui contient ce genre.